# Leineaue unter dem Rammelsberg
Die Leineaue unter dem Rammelsberg ist ein ehemaliges Naturschutzgebiet in der niedersächsischen Stadt Elze, der Gemeinde Nordstemmen und der Kleinstadt Gronau (Leine) in der Samtgemeinde Leinebergland im Landkreis Hildesheim.

## Allgemeines
Das ehemalige Naturschutzgebiet mit dem Kennzeichen NSG HA 129 ist circa 200 Hektar groß. Es ist nahezu identisch mit dem gleichnamigen FFH-Gebiet. Im Süden grenzte das ehemalige Naturschutzgebiet an das Landschaftsschutzgebiet „Gronauer Masch“, durch das es mit nördlich von Gronau (Leine) liegenden ehemaligen Naturschutzgebiet „Gronauer Masch“ vernetzt war. Das Gebiet stand seit dem 21. April 1988 unter Naturschutz. Im November 2020 ging es im neu ausgewiesenen Naturschutzgebiet „Leineaue zwischen Gronau und Burgstemmen“ auf. Zuständige untere Naturschutzbehörde war der Landkreis Hildesheim.

## Beschreibung
Das ehemalige Naturschutzgebiet liegt zwischen Gronau (Leine) und Elze und stellt auf über 4 km Länge einen Ausschnitt des Mittellaufs der Leine mit ihrer Aue und Teilen der Hänge des Uthberges und des Großen Rammelsberges im Osten unter Schutz. Die Flussauenlandschaft enthält Weichholz- und Hartholzauenwälder. Die periodisch überflutete Niederung wird vom mäandrierenden Flusslauf mit Altarmen und Flutmulden geprägt. Die Leine wird vielfach von Auwaldresten begleitet. Daneben sind Feuchtwiesen und staudenreiche Brachflächen zu finden. Die in das Naturschutzgebiet einbezogenen Hänge sind durch Wälder und Gebüsche sowie Reste von Magerrasen und Streuobstwiesen geprägt.
Zwei aufgelassene Sandgruben liegen am Rand des ehemaligen Naturschutzgebietes. Sie werden weitestgehend ihrer natürlichen Entwicklung überlassen. Große Teile der Sandgruben sind von Ruderalvegetation besiedelt. So sind hier z. B. Wilde Möhre, Bitterkraut, Rosenmalve, Wiesenlabkraut, Wiesenbärenklau, Wiesenbocksbart, Gamanderehrenpreis sowie Echtes Labkraut, Margerite, Hornklee und Thymian zu finden. Um aufkommende Gehölze zu unterdrücken, wird die südlichere der beiden Sandgruben regelmäßig mit Schafen beweidet.
Das Gebiet ist Lebensraum einer artenreichen Avifauna.